# Vishal Thennarasu Kayalvizhi
Vishal Thennarasu Kayalvizhi (Hindi विशाल थेन्नारसु कयालविझी; * 17. Dezember 2003) ist ein indischer Leichtathlet, der sich auf den 400-Meter-Lauf spezialisiert hat. 2025 wurde er Asienmeister in der Mixed-Staffel über 4-mal 400 Meter.

## Sportliche Laufbahn
Erste internationale Erfahrungen sammelte Vishal Thennarasu Kayalvizhi bei den World Athletics Relays 2025 in Guangzhou, bei denen er mit der indischen 4-mal-400-Meter-Staffel eine Direktqualifikation für die Weltmeisterschaften in Tokio verpasste. Anschließend belegte er bei den Asienmeisterschaften in Gumi in 45,57 s den vierten Platz im 400-Meter-Lauf und gewann mit der Staffel in 3:03,67 min gemeinsam mit Jay Kumar, Dharmveer Choudhary und Manu Thekkinalil Saji die Silbermedaille hinter dem katarischen Team. Zudem siegte er in der Mixed-Staffel über diese Distanz in 3:18,12 min gemeinsam mit Santhosh Kumar Tamilarasan, Rupal Chaudhary und Subha Venkatesan. Im Juli belegte er bei den World University Games in Bochum in 3:18,40 min den vierten Platz in der Mixed-Staffel und gelangte mit der Männerstaffel mit 3:06,56 min auf Rang fünf. 

## Persönliche Bestzeiten
- 200 Meter: 21,06 s (+0,1 m/s), 17. Mai 2025 in Trivandrum
- 400 Meter: 45,57 s, 28. Mai 2025 in Gumi